# Băleni-Sârbi
Băleni-Sârbi – wieś w Rumunii, w okręgu Dymbowica, w gminie Băleni. W 2011 roku liczyła 4707 mieszkańców.